# جاده ۸ ایالات متحده آمریکا
جاده ۸ ایالات متحده آمریکا (انگلیسی: U.S. Route 8) یکی از بزرگراه‌های ایالات متحده آمریکا است که به طول ۴۵۰ کیلومتر از فارست لیکس، مینه‌سوتا شروع و در نوروی، میشیگان به پایان می‌رسد.

## نگارخانه

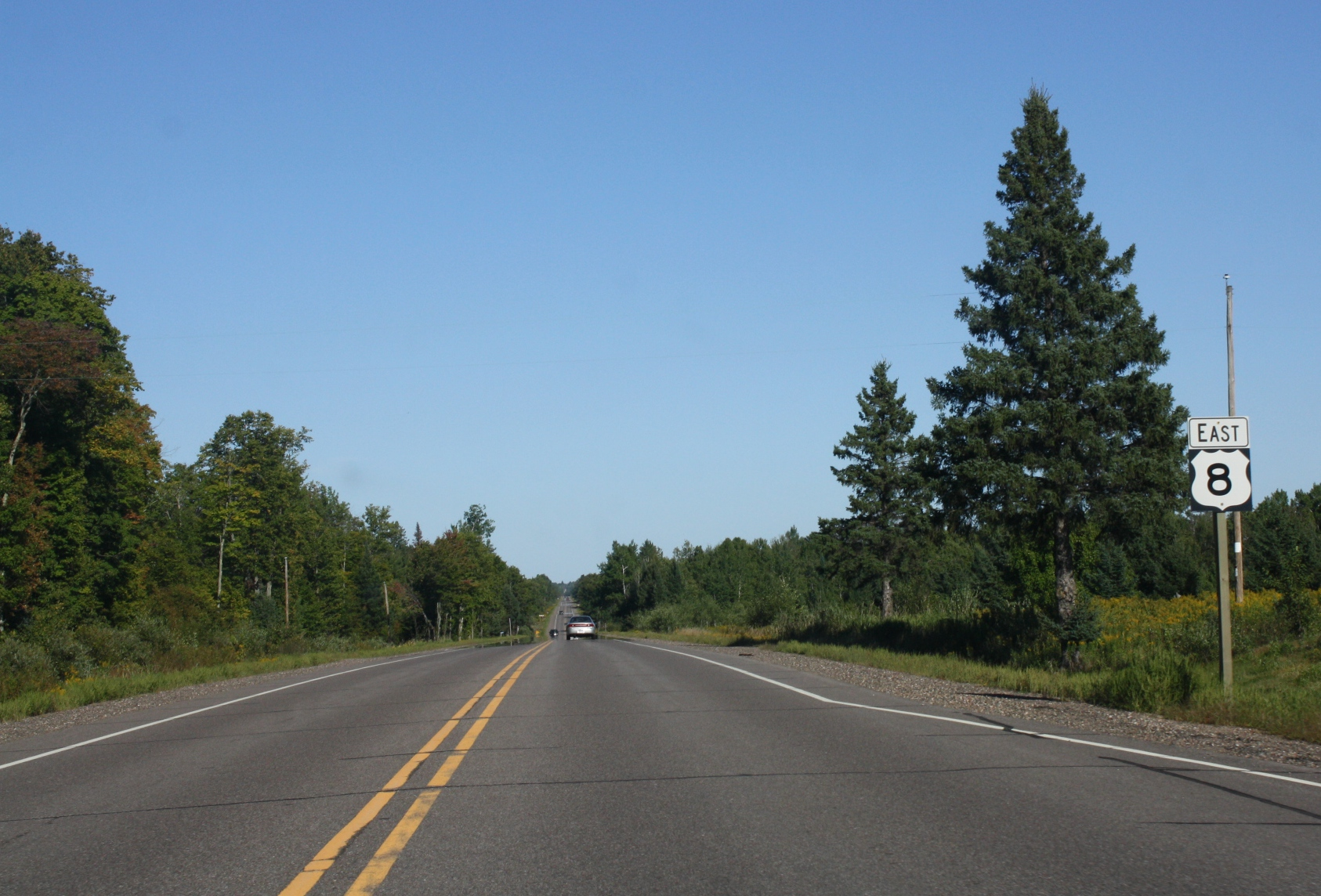
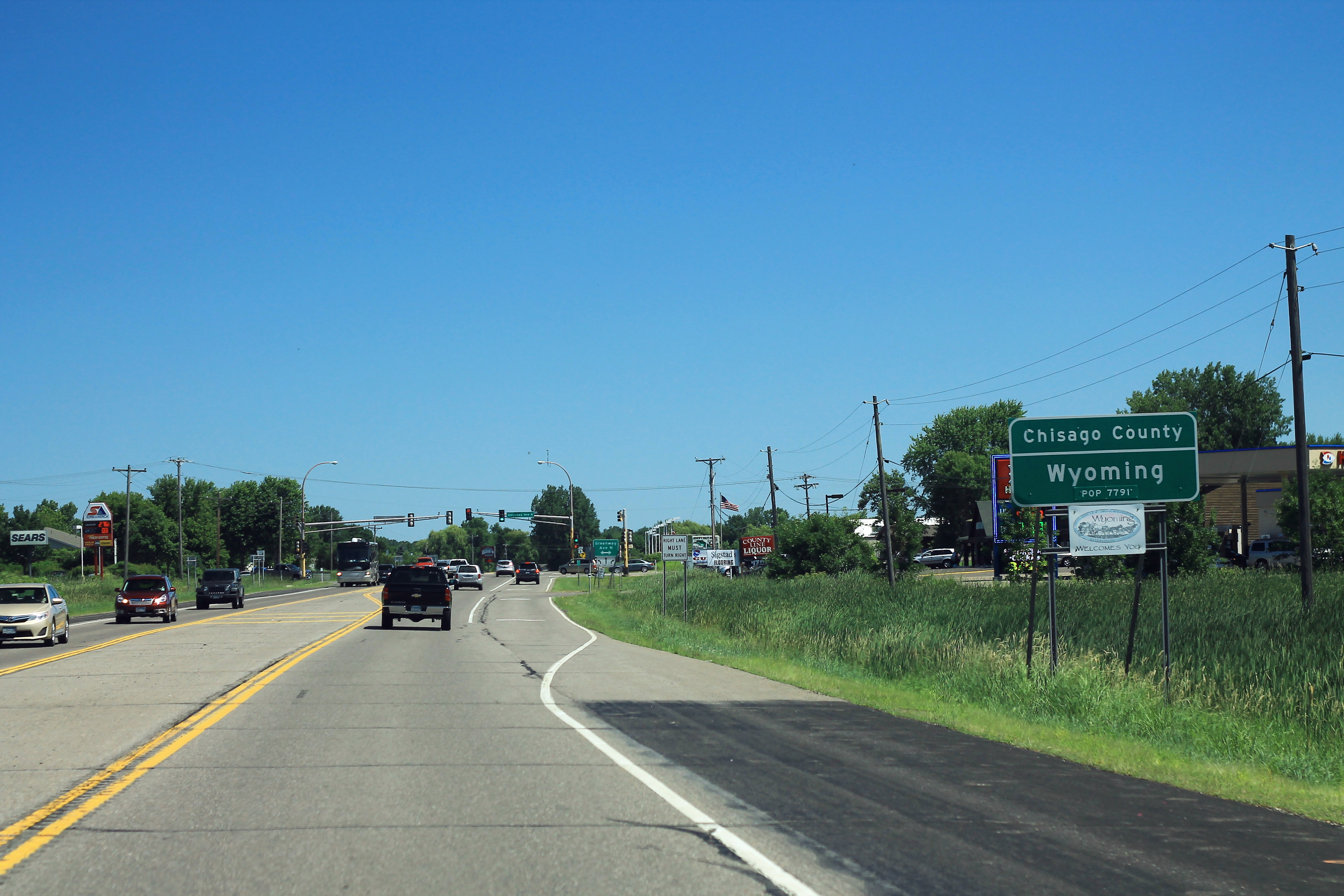
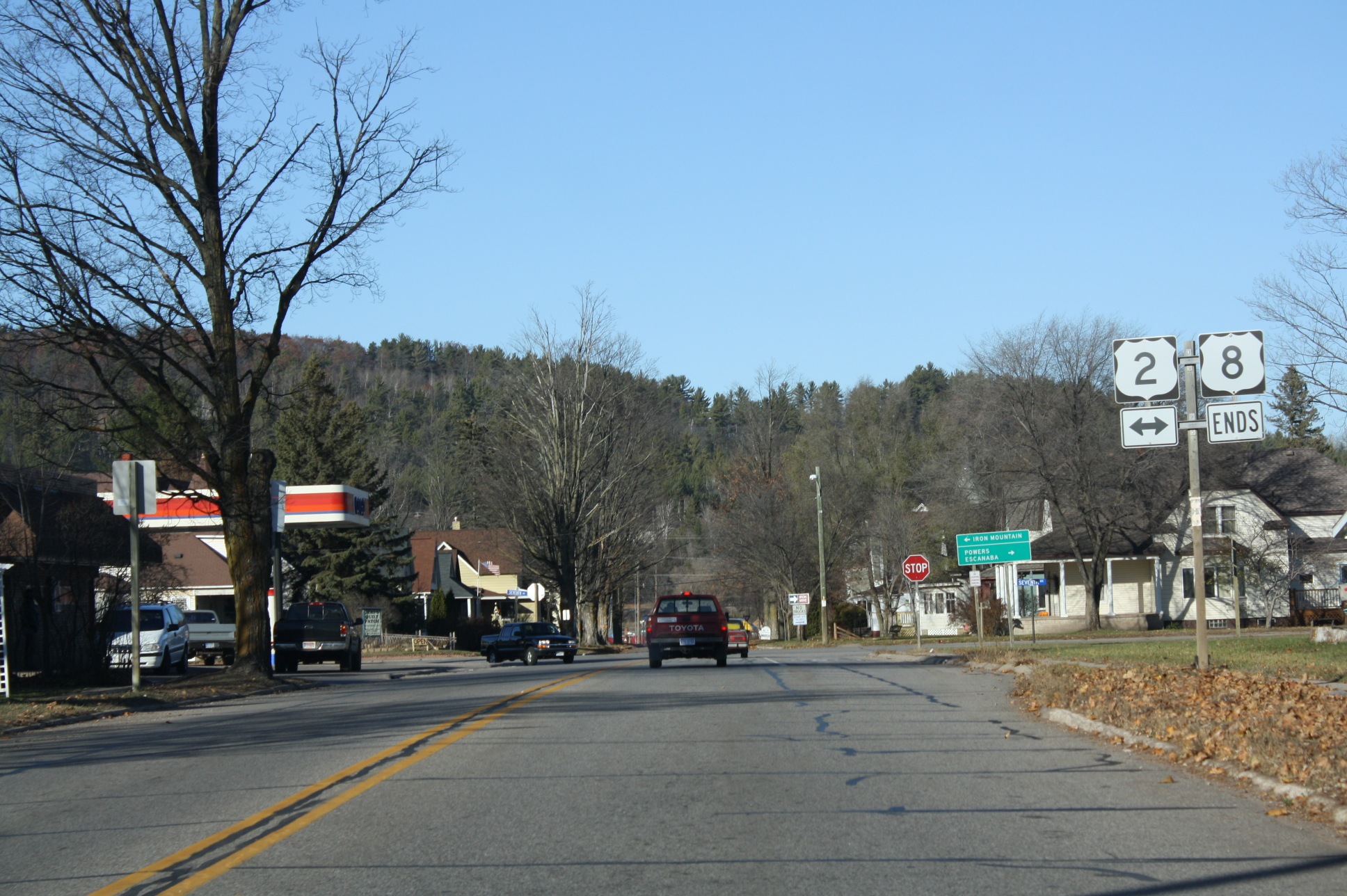
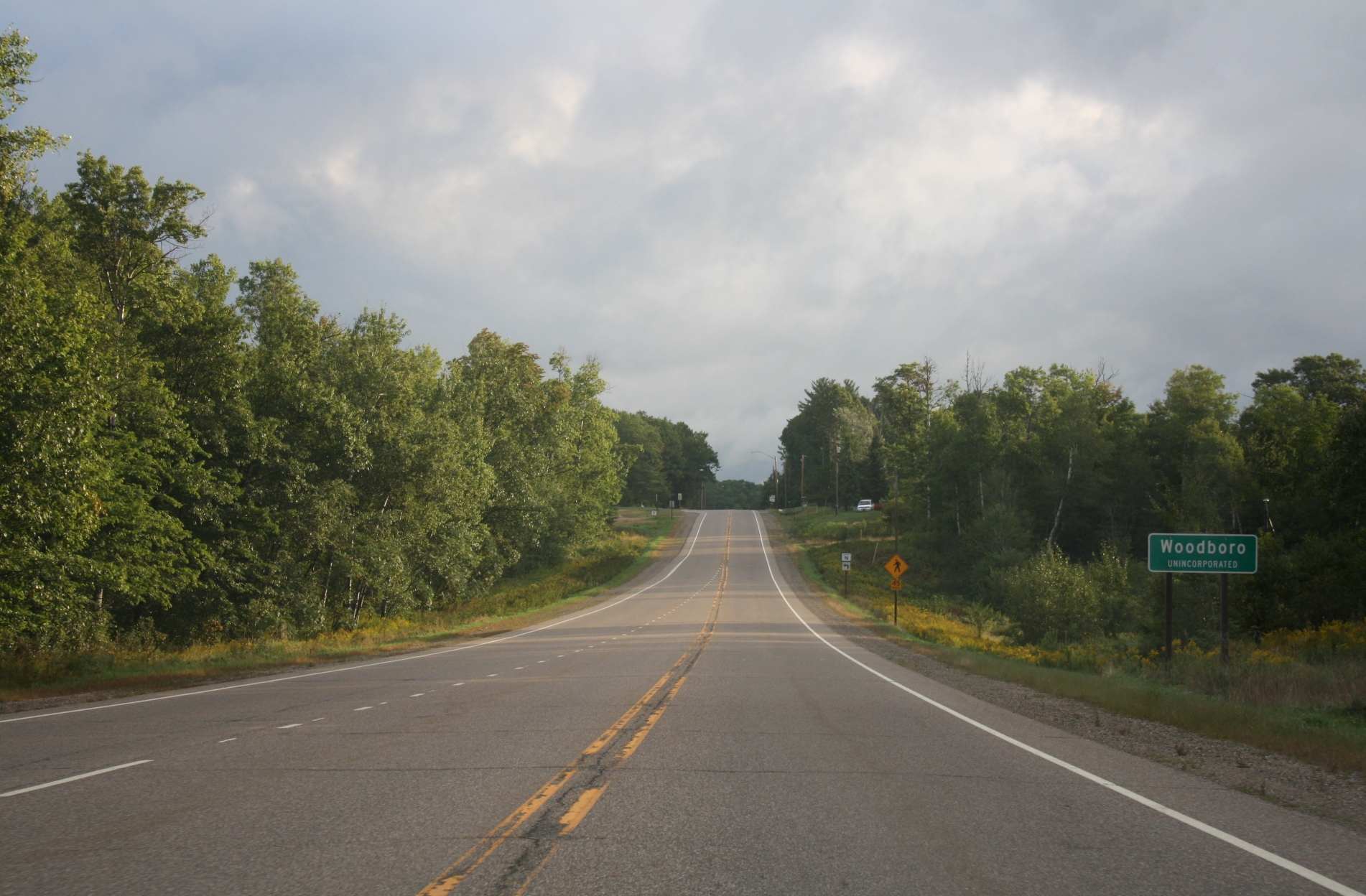